# بلاتینا (کولاشین)
بلاتینا (به لاتین: Blatina) یک منطقهٔ مسکونی در مونته‌نگرو است که در شهرداری کولاشین واقع شده‌است. بلاتینا ۱۱۰ نفر جمعیت دارد.